# إيملي آزيفيدو
إيملي آزيفيدو (بالإنجليزية: Emily Azevedo) هي متزلجة جماعية أمريكية، ولدت في 28 أبريل 1983 في تشيكو في الولايات المتحدة.

## وصلات خارجية
- إيملي آزيفيدو على موقع الاتحاد الدولي لألعاب القوى (الإنجليزية)
- إيملي آزيفيدو على موقع IBSF (الإنجليزية)
- إيملي آزيفيدو على موقع اللجنة الأولمبية الدولية (الإنجليزية)
- إيملي آزيفيدو على موقع أوليمبيديا (الإنجليزية)
- إيملي آزيفيدو على موقع اللجنة الأولمبية والبارالمبية الأمريكية (الإنجليزية)